# František Žaloudek
František Žaloudek (3. listopadu 1863 Hradec Králové, Svobodné Dvory, Pálenka – 5. června 1935 Hradec Králové) byl český fotograf, muzejní kustod, laborant a tvůrce historického modelu města Hradce Králové.
Když zemřel, periodikum Rozhled napsalo: "Ve středu 5. června odešel nám typický Hradečan kustod městského musea František Žaloudek. Zemřel ve věku 72 let. Zesnulý byl velice úzce spjat s museem královéhradeckým a byl tvůrcem plastického plánu Hradce Králové z roku 1866. Museu byl oddán celým svým životem."

## Život

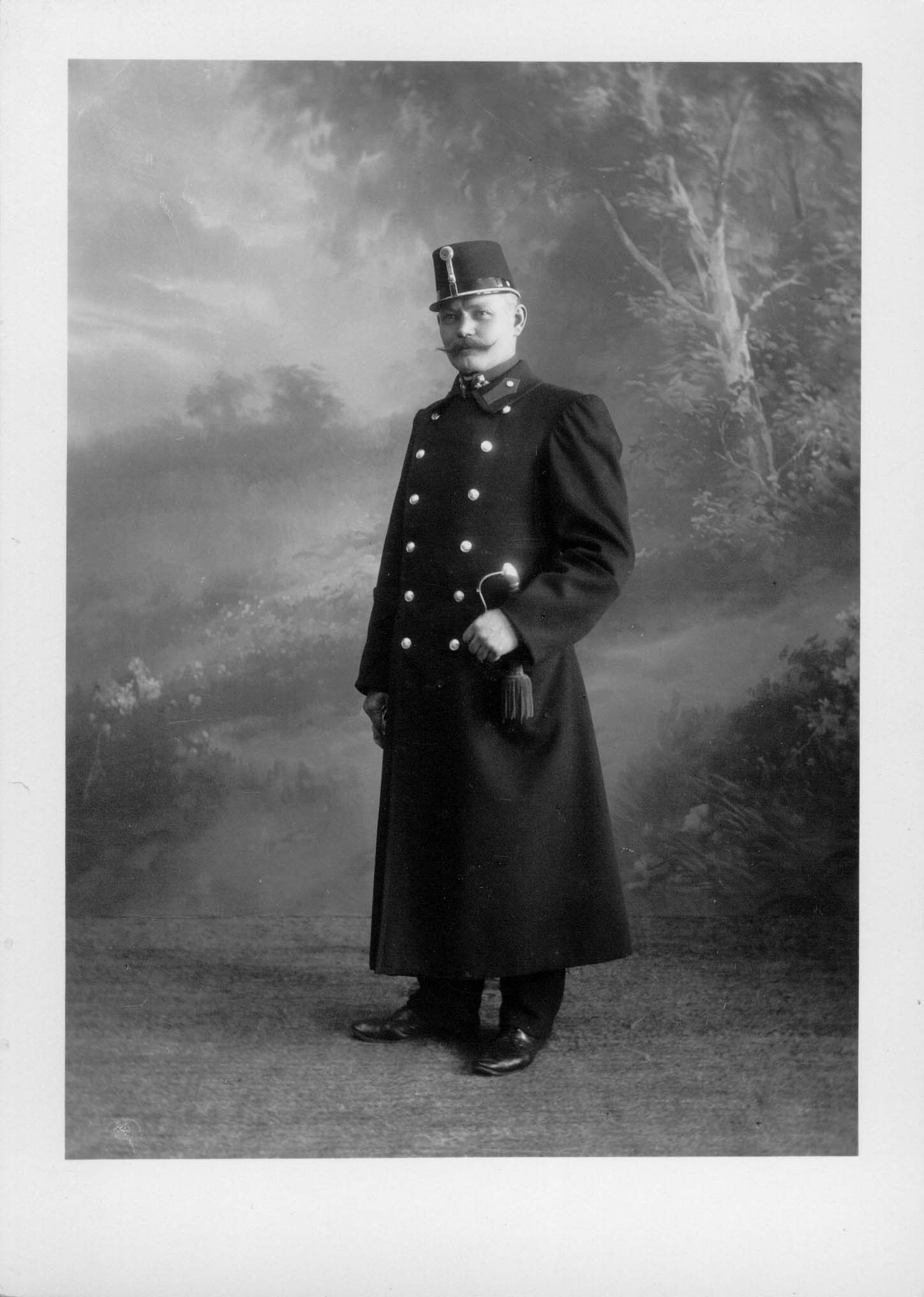
František Žaloudek jako městský strážník

Narodil se v rodině zahradníka, a to ve Svobodných Dvorech, které tehdy ještě nebyly součástí města Hradce Králové. Většinu dětství nicméně prožil ve Vrdech na Čáslavsku, protože tam jeho otec získal místo zahradníka v místním cukrovaru. Mladý František se v Pardubicích vyučil pekařem. Následně se však stal členem hasičského sboru v Praze.
V roce 1894, tedy v 31 letech se vrátil do Hradce Králové, kde v letech 1894–1907/08 působil jako městský policejní strážník (z tisku se dozvídáme, že v roce 1895 jej ohrožoval místní metař Karel Krunčák).

### Muzejní laborant, konzervátor a kustod

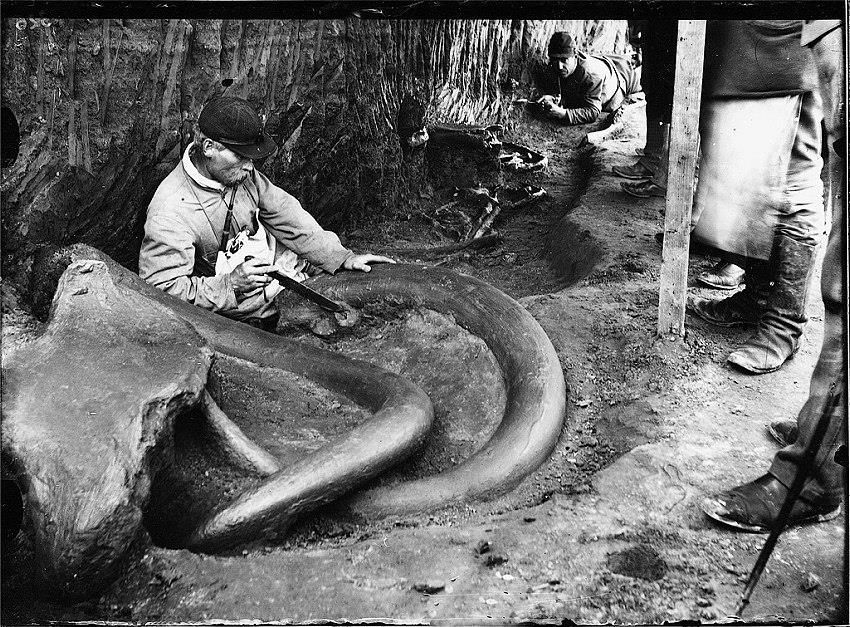
Žaloudek s nálezem klů mamuta ve Svobodných Dvorech

Ve stejném roce (1894), kdy do města přišel zpátky Žaloudek, svůj osud spojil s Hradcem také Ludvík Domečka, který se stal městským tajemníkem a ředitelem muzea (Žaloudek se přestěhoval do Hradce o tři měsíce později). Žaloudek se stal Domečkovým spolupracovníkem, a "s nadšením a pílí" působil jako laborant, archeologický terénní technik a později kustod muzea. Zúčastnil se mnoha výzkumů prehistorických lokalit, nálezy konzervoval a zakresloval do knih. K významným archeologickým objevům, na nichž se podílel Žaloudek s Domečkou, byl velmi cenný objev neúplné kostry mamuta a pazourkové hroty ve Svobodných Dvorech (1899) dokládající fakt, že bylo zvíře uloveno člověkem. Nález tehdy vyvolal velký zájem u odborné i laické veřejnosti, a to na celoevropské úrovni. Zapojení do archeologického výzkumu společně s Domečkou dokumentuje i Domečkův text v Archeologických listech z roku 1923: "V téže době, kdy objeven byl v cihelně cukrovaru předměřického popelnicový hrob, přišlo se v ní na jiný zajímavý nález. Fr. Žaloudek, kustos měst. historického musea v Hradci Král., prohlížeje místo, kde byl popelnicový hrob, všiml si, že nedaleko pod ní vyčnívá z hlíny kostra. Byla pod povrchem v hloubce 21/2 m. Když mne na to upozornil, zmocnil jsem jej, aby dal kostru vykopati."
Podílel se i na instalacích expozic v muzeu.
Za Domečkova vedení bylo muzeum velmi pokrokové, mj. pořizovalo fotodokumentaci k místním stavbám, často před jejich změnou. Řada záběrů později zaniklých staveb a prvků je přitom právě dílem jeho spolupracovníka Žaloudka, který jej využil i při tvorbě modelu města.

### Tvůrce modelu města

Žaloudek tvořící model města v ateliéru muzea v Hradci Králové

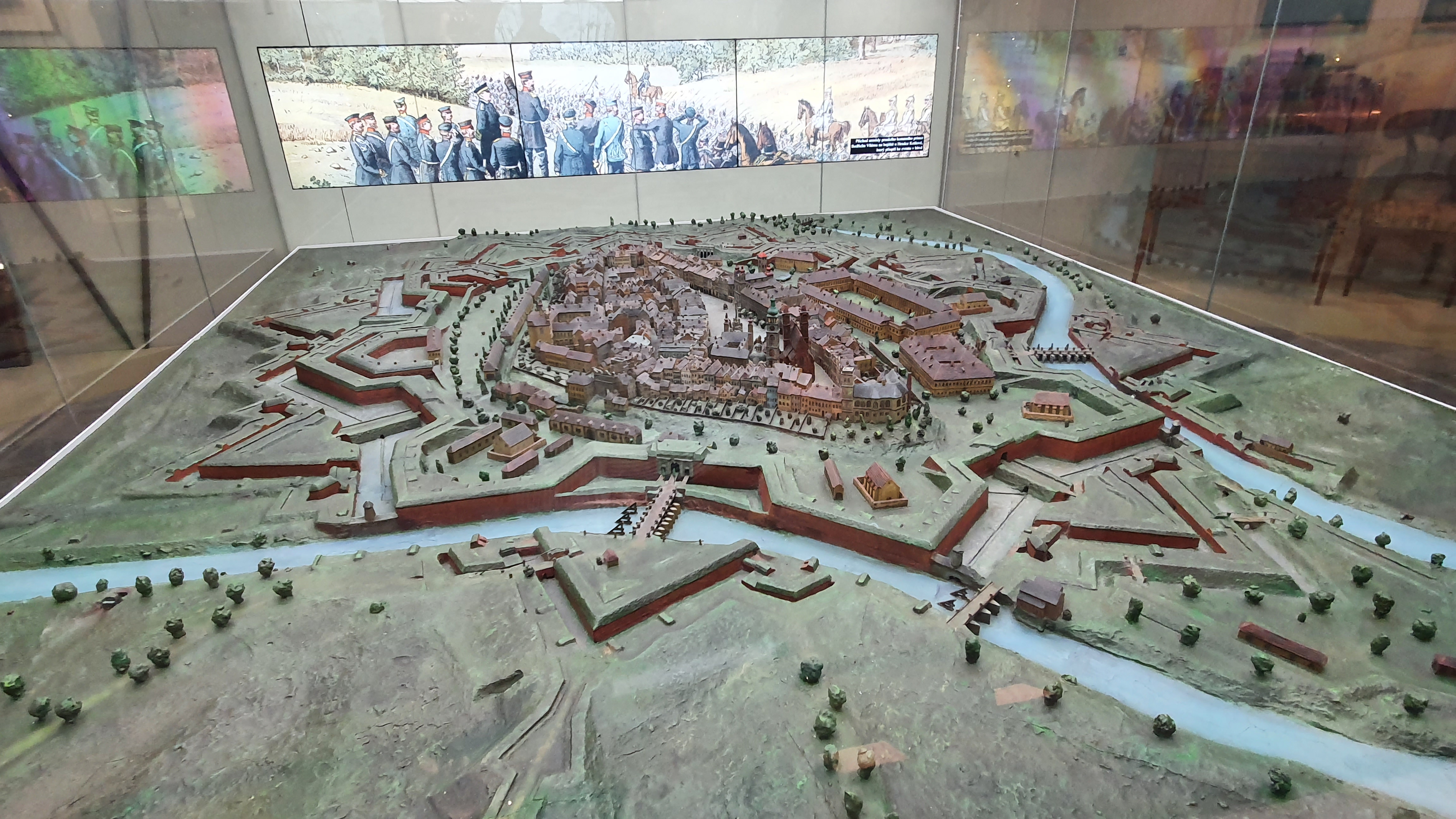
Model pevnostního Hradce Králové

V letech 1908–1916 Žaloudek pracoval na modelu města zachycující stav před zbouráním pevnosti v roce 1865. Nejprve na zkoušku vyrobil několik staveb, a jelikož byl Domečka spokojen, dohodli se na tvorbě celého modelu. Základním podkladem se stala mapa geometra Miroslava Šrámka.
Výsledný model zabírá plochu 16,20 m2 a zachycuje území o ploše 320 ha. Takřka všechny jeho plastické prvky (budovy, sochy, komíny, hladina řek, louka) jsou vyrobeny ze sádry, která byla kolorována temperou. Pouze výjimečně bylo použito dřevo či drát. Terén není zachycen zcela přesně, zdůrazněna je hlavní pevnostní hradba. Model vyniká zejména dokumentární hodnotou. Jednotlivé budovy jsou zachyceny do detailů. Za zmínku stojí, že v posledních letech tvorby modelu, Žaloudek modeloval v nově vzniklém ateliéru čerstvě postavené Kotěrovy budovy muzea, dnes historické budovy Muzea východních Čech. Při této práci také vzniklo několik dokumentačních fotografií.
Žaloudek při stavbě modelu postupoval tak, že si jednotlivé objekty nakreslil, a to podle fotografií starších i vlastních novějších. Jako podklad sloužily i výpovědi pamětníků a malby a kresby malíře Al. Tichého. Model byl vytvořen bez pevné konstrukce, jednalo se vlastně o bloky sádry. Při stěhování na jaře 1978 se tak nešetrnou manipulací model rozsypal na stovky kousků, takže jej bylo nutné restaurovat. V roce 1979 tak vznikla nově spodní deska modelu, kterou lze rozdělit na čtyři části. Model restauroval akademický sochař František Bartoš. Obnovou prošly všechny budovy.
Žaloudkův model města byl prvně vystaven v září 1919 v druhém poschodí budovy muzea, tedy až tři roky po dokončení. Vyvolal velký zájem veřejnosti. Po druhé světové válce byl model přesunut do vestibulu prvního patra a mírně zmenšen na plochu 390 x 330 cm. Odstraněna byla část představující jižní okraj pevnosti s dvěma kasematními objekty, tzv. flošnami.
V roce 2006 byl model opět přesunut do druhého podlaží, a to jako součást tehdy nové historické expozice "Od pevnosti k salonu republiky". Do té doby model nebyl umístěn ve vitríně, a tak trpěl velkou prašností, poškozováním od neukázněných návštěvníků, a skoro každý rok musel být konzervátorsky ošetřován. Pro umístění v nové expozici tak byla vytvořena i skleněná vitrína o rozměrech 4 x 3,6 m a výšce 2,2 m. Strop nad modelem byl osazen 31 světly označující jednotlivé objekty.
Od prosince 2021 je model umístěn v historické expozici Cesty města, stále v historické budově Muzea východních Čech v Hradci Králové.
Kromě velkého hradeckého modelu Žaloudek vytvořil také menší modely Vamberka a Bohdanče pro tamní muzea.

## Zajímavosti
- V lokalitě Pálenka v Hradci Králové – Svobodných Dvorech, kde se narodil, existuje od roku 1983 ulice Františka Žaloudka.[12]
- Byl dlouholetým členem správního a zábavního výboru Živnostensko-čtenářské jednoty v Hradci Králové. V roce 1935 byl zvolen čestným členem tohoto sdružení.[13]
- Rád kouřil a besedoval v oblíbených lokálech. Chodil na ryby do Jiráskových sadů. K Hradci měl velmi blízký vztah.[3][14]
- V roce 1927 byl na 22. místě kandidátní listiny Československé strany národně socialistické.[15]
- V roce 1927 bydlel v Dlouhé ulici č.p. 127, tedy v Cejpově paláci na rohu Malého náměstí v Hradci Králové.[4]